# Huey tlatoani
Huey tlatoani (z aztézštiny nejvyšší mluvčí) je označení středověkého panovníka (14.–16. století) v mezoamerických státech, který byl nejvyšší z tlatoani (král). Titul huey tlatoani je ekvivalentem císaře. Jeho sídelním městem byl Tenochtitlan, což bylo zároveň hlavní město Aztécké říše. 

## Nástupnictví
Huey tlatoani byl vybírán z královského rodu. Po jeho smrti nastoupil na trůn zpravidla jeho bratr či synovec. Prvním historicky doloženým byl Acamapichtli, který vládl od roku 1376. Posledním byl Cuauhtémoc, který byl španělskými conquistadory v roce 1521 oběšen.

## Španělská nadvláda
Následující vládci se označovaly pouze titulem tlatoani a stali se vazaly španělského království a jejich moc byla pouze formální. Španělé si mohli na zde mohli dosadit kohokoli, jelikož nároky původní dynastie byly zrušeny. Ta však pokračovala v podobě manželství princezny Tecuixpo Ixlaxoxhitl (dcery Moctezumy II., která poté přijala jméno Isabel de Moctezuma) a španělského conquistadora Juan Cano de Saavedra. Oba se poté usadili v Saavedrově sídle, ve španělském Carerésu a měli pět potomků (Pedro, Gonzalo, Juan, Isabel a Catalina). Dnes se k odkazu, a následně i nástupnictví, hlásí jejich potomci, vévodové z Moctezumy (Duque de Moctezuma).